# Élections législatives de 2024 dans l'Aude
Les élections législatives de 2024 dans l'Aude se déroulent les 30 juin et 7 juillet 2024. Dans le département, trois députés sont à élire dans le cadre de trois circonscriptions, à la suite de la dissolution de l'Assemblée nationale par Emmanuel Macron.
Le choix de cette dissolution est fait après la défaite de la liste Renaissance aux élections européennes qui ont lieu le 9 juin 2024.

## Contexte
L'Aude fait partie de la région Occitanie qui pour favoriser le vote permettra aux électeurs d'aller voter en leur permettant l'accès gratuit aux trains pour le premier tour et pour le deuxième tour, le 30 juin et le 7 juillet, selon la socialiste Carole Delga, à condition de remplir un formulaire (pour le train) en ligne et de fournir une carte d'électeur,.
| Circonscription | RN      | ENS     | PS - PP | LFI    | LR     |
| --------------- | ------- | ------- | ------- | ------ | ------ |
| Circonscription |         |         |         |        |        |
| 1re             | 41,9 %  | 10,37 % | 14,51 % | 7,29 % | 4,09 % |
| 2e              | 42,68 % | 11,37 % | 13,19 % | 6,64 % | 4,40 % |
| 3e              | 37,11 % | 10,14 % | 15,99 % | 7,17 % | 4,32 % |

## Système électoral
Les élections législatives ont lieu au scrutin uninominal majoritaire à deux tours dans des circonscriptions uninominales.
Est élu au premier tour le candidat qui réunit la majorité absolue des suffrages exprimés et un nombre de voix au moins égal au quart des électeurs inscrits dans la circonscription, soit 25 %. Si aucun des candidats ne satisfait ces conditions, un second tour est organisé entre les candidats ayant réuni un nombre de voix au moins égal à un huitième des inscrits, soit 12,5 %. Les deux candidats arrivés en tête du 1er tour se maintiennent néanmoins par défaut si un seul ou aucun d'entre eux n'a atteint ce seuil. Au second tour, le candidat arrivé en tête est déclaré élu,.
Le seuil de qualification basé sur un pourcentage du total des inscrits et non des suffrages exprimés rend plus difficile l'accès au second tour lorsque l'abstention est élevée. Le système permet en revanche l'accès au second tour de plus de deux candidats si plusieurs d'entre eux franchissent le seuil de 12,5 % des inscrits. Les candidats en lice au second tour peuvent ainsi être trois, un cas de figure appelé « triangulaire ». Les second tours où s'affrontent quatre candidats, appelés « quadrangulaire » sont également possibles, mais beaucoup plus rares,.

### Partis et nuances
Les résultats des élections sont publiés en France par le ministère de l'Intérieur, qui classe les partis en leur attribuant des nuances politiques. Ces dernières sont décidées par les préfets, qui les attribuent indifféremment de l'étiquette politique déclarée par les candidats, qui peut être celle d'un parti ou une candidature sans étiquette.
Seuls le Parti communiste français (COM), La France insoumise (FI), le Parti socialiste (SOC), le Parti radical de gauche (RDG), Les Écologistes (VEC), Renaissance (RE), le Mouvement démocrate (MDM), Horizons (HOR), l'Union des démocrates et indépendants (UDI), Les Républicains (LR), le Rassemblement national (RN) et Reconquête (REC) se voient attribuer en 2024 des nuances propres. Les coalitions Ensemble et Nouveau front populaire, ainsi que les candidats de l'alliance LR-Ciotti-RN, en bénéficient également indirectement, les nuances Ensemble ! (Majorité présidentielle) (ENS), Union de la gauche (UG) et Union de l'extrême-droite (UXD) étant attribuables aux candidats bénéficiant respectivement du soutien de deux partis du centre, de deux partis de gauche ou de deux partis d'extrême-droite,.
Tous les autres partis se voient attribuer l'une ou l'autre des nuances suivantes : EXG (extrême gauche), DVG (divers gauche), ECO (écologiste), REG (régionaliste), DVC (divers centre), DVD (divers droite), DSV (droite souverainiste) et EXD (extrême droite). Des partis comme Debout la France ou Lutte ouvrière ne disposent ainsi pas de nuances propres, et leurs résultats nationaux ne sont pas publiés séparément par le ministère, car mélangés avec d'autres partis (respectivement dans les nuances DSV et EXG).

## Résultats

### Élus
| Circonscription | Député sortant     | Parti | Parti | Groupe | Député élu ou réélu | Parti | Parti | Groupe |
| --------------- | ------------------ | ----- | ----- | ------ | ------------------- | ----- | ----- | ------ |
| 1re             | Christophe Barthès |       | RN    | RN     | Christophe Barthès  |       | RN    | RN     |
| 2e              | Frédéric Falcon    |       | RN    | RN     | Frédéric Falcon     |       | RN    | RN     |
| 3e              | Julien Rancoule    |       | RN    | RN     | Julien Rancoule     |       | RN    | RN     |

### Taux de participation
| Taux de participation | 1er tour | 1er tour | 1er tour   | 2d tour | 2d tour | 2d tour    | Différence entre les deux tours |
| Taux de participation | En 2022  | En 2024  | Différence | En 2022 | En 2024 | Différence | Différence entre les deux tours |
| --------------------- | -------- | -------- | ---------- | ------- | ------- | ---------- | ------------------------------- |
| À midi                | 21,84 %  | 28,27 %  | 6,43       | 23,87 % | 30,26 % | 6,39       | 1,99                            |
| À 17 heures           | 42,82 %  | 62,12 %  | 19,3       | 42,40 % | 63,63 % | 21,23      | 1,51                            |
| Final                 | 48,59 %  | 69,94 %  | 21,35      | 46,59 % | 69,85 % | 23,26      | 0,09                            |

### Résultats à l'échelle du département

#### Résultats par coalition
| Parti                                       | Parti                                                     | Parti                         | Premier tour | Premier tour | Premier tour | Second tour   | Second tour   | Second tour | Total Sièges  | +/-           |
| Parti                                       | Parti                                                     | Parti                         | Voix         | %            | Sièges       | Voix          | %             | Sièges      | Total Sièges  | +/-           |
| ------------------------------------------- | --------------------------------------------------------- | ----------------------------- | ------------ | ------------ | ------------ | ------------- | ------------- | ----------- | ------------- | ------------- |
|                                             | Rassemblement national (RN)                               | Rassemblement national (RN)   | 90 074       | 47,42        | 0            | 102 136       | 57,22         | 3           | 3             | en stagnation |
|                                             |                                                           | Parti socialiste (PS)         | 20 426       | 10,75        | 0            | 29 004        | 16,25         | 0           | 0             | en stagnation |
|                                             | Les Écologistes (LÉ)                                      | 15 795                        | 8,32         | 0            | 24 092       | 13,50         | 0             | 0           | en stagnation |               |
|                                             | Nouveau parti anticapitaliste - L'Anticapitaliste (NPA-A) | 12 475                        | 6,57         | 0            | 23 251       | 13,03         | 0             | 0           | Nv            |               |
| Total Nouveau Front populaire (NFP)         | Total Nouveau Front populaire (NFP)                       | 48 696                        | 25,64        | 0            | 76 347       | 42,78         | 0             | 0           | en stagnation |               |
|                                             |                                                           | Renaissance (RE)              | 31 134       | 16,39        | 0            | Retrait       | Retrait       | Retrait     | 0             | en stagnation |
| Total Ensemble pour la République (ENS)     | Total Ensemble pour la République (ENS)                   | 31 134                        | 16,39        | 0            | Retrait      | Retrait       | Retrait       | 0           | en stagnation |               |
|                                             | Parti radical de gauche (PRG)                             | Parti radical de gauche (PRG) | 8 463        | 4,46         | 0            |               |               |             | 0             | en stagnation |
|                                             | Résistons (RES)                                           | Résistons (RES)               | 2 686        | 1,41         | 0            | 0             | en stagnation |             |               |               |
|                                             | Reconquête (REC)                                          | Reconquête (REC)              | 2 473        | 1,30         | 0            | 0             | en stagnation |             |               |               |
|                                             |                                                           | Les Républicains (LR)         | 2 100        | 1,11         | 0            | 0             | en stagnation |             |               |               |
| Total Union de la droite et du centre (UDC) | Total Union de la droite et du centre (UDC)               | 2 100                         | 1,11         | 0            | 0            | en stagnation |               |             |               |               |
|                                             | Écologie au centre (ÉAC)                                  | Écologie au centre (ÉAC)      | 1 868        | 0,98         | 0            | 0             | en stagnation |             |               |               |
|                                             | Lutte ouvrière (LO)                                       | Lutte ouvrière (LO)           | 1 330        | 0,70         | 0            | 0             | en stagnation |             |               |               |
|                                             |                                                           | L'Écologie autrement (LÉA)    | 465          | 0,24         | 0            | 0             | en stagnation |             |               |               |
| Total Le Rassemblement (RAS)                | Total Le Rassemblement (RAS)                              | 465                           | 0,24         | 0            | 0            | en stagnation |               |             |               |               |
|                                             |                                                           | Partit occitan (POC)          | 0            | 0,00         | 0            | 0             | Nv            |             |               |               |
|                                             | Oui au Pays catalan (OPCat)                               | 0                             | 0,00         | 0            | 0            | Nv            |               |             |               |               |
| Total Régions et peuples solidaires (R&PS)  | Total Régions et peuples solidaires (R&PS)                | 0                             | 0,00         | 0            | 0            | Nv            |               |             |               |               |
|                                             | Autres partis                                             | Autres partis                 | 654          | 0,34         | 0            | 0             | Nv            |             |               |               |
|                                             |                                                           |                               |              |              |              |               |               |             |               |               |
| Suffrages exprimés                          | Suffrages exprimés                                        | Suffrages exprimés            | 189 943      | 96,34        |              | 178 483       | 90,63         |             |               |               |
| Votes blancs                                | Votes blancs                                              | Votes blancs                  | 4 394        | 2,23         | 13 273       | 6,74          |               |             |               |               |
| Votes nuls                                  | Votes nuls                                                | Votes nuls                    | 2 820        | 1,43         | 5 180        | 2,63          |               |             |               |               |
| Total                                       | Total                                                     | Total                         | 197 157      | 100          | 0            | 196 936       | 100           | 3           | 3             | en stagnation |
| Abstention                                  | Abstention                                                | Abstention                    | 84 754       | 30,06        |              | 84 994        | 30,15         |             |               |               |
| Inscrits/Participation                      | Inscrits/Participation                                    | Inscrits/Participation        | 281 911      | 69,94        | 281 930      | 69,85         |               |             |               |               |

#### Résultats par nuance
| Nuance                 | Nuance                               | Nuance                 | Premier tour | Premier tour | Premier tour | Second tour | Second tour   | Second tour | Total Sièges | +/-           |  |
| Nuance                 | Nuance                               | Nuance                 | Voix         | %            | Sièges       | Voix        | %             | Sièges      | Total Sièges | +/-           |  |
| ---------------------- | ------------------------------------ | ---------------------- | ------------ | ------------ | ------------ | ----------- | ------------- | ----------- | ------------ | ------------- |  |
|                        | Rassemblement national               | RN                     | 90 074       | 47,42        | 0            | 102 136     | 57,22         | 3           | 3            | en stagnation |  |
|                        | Union de la gauche                   | UG                     | 48 696       | 25,64        | 0            | 76 347      | 42,78         | 0           | 0            | en stagnation |  |
|                        | Ensemble                             | ENS                    | 31 134       | 16,39        | 0            | Retrait     | Retrait       | Retrait     | 0            | en stagnation |  |
|                        | Divers gauche                        | DVG                    | 8 463        | 4,46         | 0            |             |               |             | 0            | en stagnation |  |
|                        | Divers                               | DIV                    | 2 686        | 1,41         | 0            | 0           | en stagnation |             |              |               |  |
|                        | Reconquête                           | REC                    | 2 473        | 1,30         | 0            | 0           | en stagnation |             |              |               |  |
|                        | Les Républicains                     | LR                     | 2 100        | 1,11         | 0            | 0           | en stagnation |             |              |               |  |
|                        | Union des démocrates et indépendants | UDI                    | 1 868        | 0,98         | 0            | 0           | en stagnation |             |              |               |  |
|                        | Extrême gauche                       | EXG                    | 1 330        | 0,70         | 0            | 0           | en stagnation |             |              |               |  |
|                        | Divers droite                        | DVD                    | 654          | 0,34         | 0            | 0           | Nv            |             |              |               |  |
|                        | Divers centre                        | DVC                    | 465          | 0,24         | 0            | 0           | en stagnation |             |              |               |  |
|                        | Régionaliste                         | REG                    | 0            | 0,00         | 0            | 0           | Nv            |             |              |               |  |
|                        |                                      |                        |              |              |              |             |               |             |              |               |  |
| Suffrages exprimés     | Suffrages exprimés                   | Suffrages exprimés     | 189 943      | 96,34        |              | 178 483     | 90,63         |             |              |               |  |
| Votes blancs           | Votes blancs                         | Votes blancs           | 4 394        | 2,23         | 13 273       | 6,74        |               |             |              |               |  |
| Votes nuls             | Votes nuls                           | Votes nuls             | 2 820        | 1,43         | 5 180        | 2,63        |               |             |              |               |  |
| Total                  | Total                                | Total                  | 197 157      | 100          | 0            | 196 936     | 100           | 3           | 3            | en stagnation |  |
| Abstention             | Abstention                           | Abstention             | 84 754       | 30,06        |              | 84 994      | 30,15         |             |              |               |  |
| Inscrits/Participation | Inscrits/Participation               | Inscrits/Participation | 281 911      | 69,94        | 281 930      | 69,85       |               |             |              |               |  |

### Résultats par circonscription

#### Première circonscription
Député sortant : Christophe Barthès (Rassemblement national), réélu
| Candidat                 | Candidat                 | Parti et coalition       | Nuance                   | Premier tour | Premier tour | Second tour | Second tour |
| Candidat                 | Candidat                 | Parti et coalition       | Nuance                   | Voix         | %            | Voix        | %           |
| ------------------------ | ------------------------ | ------------------------ | ------------------------ | ------------ | ------------ | ----------- | ----------- |
|                          | Christophe Barthès       | RN                       | RN                       | 32 916       | 49,33        | 37 049      | 61,44       |
|                          | Philippe Poutou          | NPA-A (NFP)              | UG                       | 12 475       | 18,70        | 23 251      | 38,56       |
|                          | Jean-Claude Perez        | RE (ENS)                 | ENS                      | 11 252       | 16,86        |             |             |
|                          | Aurélien Turchetto       | PRG                      | DVG                      | 8 463        | 12,68        |             |             |
|                          | Fabrice Coffinet         | REC                      | REC                      | 823          | 1,23         |             |             |
|                          | Laure-Nelly Amalric      | LÉA (RAS)                | DVC                      | 465          | 0,70         |             |             |
|                          | Nicole Gadrat            | LO                       | EXG                      | 327          | 0,49         |             |             |
|                          | Jean-Marc Marin          | LR (UDC)                 | LR                       | 4            | 0,01         |             |             |
|                          | Monique Ferré,           | OPCat (R&PS)             | REG                      | 0            | 0,00         |             |             |
|                          |                          |                          |                          |              |              |             |             |
| Votes valides            | Votes valides            | Votes valides            | Votes valides            | 66 725       | 96,05        | 60 300      | 87,84       |
| Votes blancs             | Votes blancs             | Votes blancs             | Votes blancs             | 1 755        | 2,53         | 6 076       | 8,85        |
| Votes nuls               | Votes nuls               | Votes nuls               | Votes nuls               | 988          | 1,42         | 2 269       | 3,31        |
| Total                    | Total                    | Total                    | Total                    | 69 468       | 100          | 68 645      | 100         |
| Abstention               | Abstention               | Abstention               | Abstention               | 29 752       | 29,99        | 30 587      | 30,82       |
| Inscrits / participation | Inscrits / participation | Inscrits / participation | Inscrits / participation | 99 220       | 70,01        | 99 232      | 69,18       |

#### Deuxième circonscription
Député sortant : Frédéric Falcon (Rassemblement national), réélu
| Candidat                 | Candidat                 | Parti et coalition       | Nuance                   | Premier tour | Premier tour | Second tour | Second tour |
| Candidat                 | Candidat                 | Parti et coalition       | Nuance                   | Voix         | %            | Voix        | %           |
| ------------------------ | ------------------------ | ------------------------ | ------------------------ | ------------ | ------------ | ----------- | ----------- |
|                          | Frédéric Falcon          | RN                       | RN                       | 29 212       | 48,12        | 33 573      | 58,22       |
|                          | Viviane Thivent          | LÉ (NFP)                 | UG                       | 15 795       | 26,02        | 24 092      | 41,78       |
|                          | Christine Breyton        | RE (ENS)                 | ENS                      | 11 727       | 19,32        | Retrait     | Retrait     |
|                          | Gérard Lenfant           | RES                      | DIV                      | 1 927        | 3,17         |             |             |
|                          | Alain Peyre              | REC                      | REC                      | 969          | 1,60         |             |             |
|                          | Alain Brun               | UDD                      | DVD                      | 654          | 1,08         |             |             |
|                          | Annette Vigier           | LO                       | EXG                      | 418          | 0,69         |             |             |
|                          | Nicole Grau              | POC (R&PS)               | REG                      | 0            | 0,00         |             |             |
|                          |                          |                          |                          |              |              |             |             |
| Votes valides            | Votes valides            | Votes valides            | Votes valides            | 60 702       | 96,47        | 57 665      | 91,37       |
| Votes blancs             | Votes blancs             | Votes blancs             | Votes blancs             | 1 312        | 2,09         | 3 952       | 6,26        |
| Votes nuls               | Votes nuls               | Votes nuls               | Votes nuls               | 910          | 1,45         | 1 492       | 2,36        |
| Total                    | Total                    | Total                    | Total                    | 62 924       | 100          | 63 109      | 100         |
| Abstention               | Abstention               | Abstention               | Abstention               | 29 908       | 32,22        | 29 737      | 32,03       |
| Inscrits / participation | Inscrits / participation | Inscrits / participation | Inscrits / participation | 92 832       | 67,78        | 92 846      | 67,97       |

#### Troisième circonscription
Député sortant : Julien Rancoule (Rassemblement national), réélu
| Candidat                 | Candidat                 | Parti et coalition       | Nuance                   | Premier tour | Premier tour | Second tour | Second tour |
| Candidat                 | Candidat                 | Parti et coalition       | Nuance                   | Voix         | %            | Voix        | %           |
| ------------------------ | ------------------------ | ------------------------ | ------------------------ | ------------ | ------------ | ----------- | ----------- |
|                          | Julien Rancoule          | RN                       | RN                       | 27 946       | 44,70        | 31 514      | 52,07       |
|                          | Philippe Andrieu         | PS (NFP)                 | UG                       | 20 426       | 32,67        | 29 004      | 47,93       |
|                          | Sylvie Sorel-Lestin      | RE (ENS)                 | ENS                      | 8 155        | 13,04        |             |             |
|                          | Jean-François Leclerc    | LR (UDC)                 | LR                       | 2 096        | 3,35         |             |             |
|                          | Christine Champion       | ÉAC                      | UDI                      | 1 868        | 2,99         |             |             |
|                          | Bernard Bianco           | RES                      | DIV                      | 759          | 1,21         |             |             |
|                          | Nathalie Marteel         | REC                      | REC                      | 681          | 1,09         |             |             |
|                          | Dominique Galonnier      | LO                       | EXG                      | 585          | 0,94         |             |             |
|                          |                          |                          |                          |              |              |             |             |
| Votes valides            | Votes valides            | Votes valides            | Votes valides            | 62 516       | 96,53        | 60 518      | 92,84       |
| Votes blancs             | Votes blancs             | Votes blancs             | Votes blancs             | 1 327        | 2,05         | 3 245       | 4,98        |
| Votes nuls               | Votes nuls               | Votes nuls               | Votes nuls               | 922          | 1,42         | 1 419       | 2,18        |
| Total                    | Total                    | Total                    | Total                    | 64 765       | 100          | 65 182      | 100         |
| Abstention               | Abstention               | Abstention               | Abstention               | 25 094       | 27,93        | 24 670      | 27,46       |
| Inscrits / participation | Inscrits / participation | Inscrits / participation | Inscrits / participation | 89 859       | 72,07        | 89 852      | 72,54       |